# Aleuropleurocelus sierrae
Aleuropleurocelus sierrae là một loài côn trùng cánh nửa trong họ Aleyrodidae, phân họ Aleyrodinae.
Aleuropleurocelus sierrae được Sampson miêu tả khoa học đầu tiên năm 1945.